# Leon Nowottny
Leon Nowottny (* 9. August 2005 in Hamburg) ist ein deutscher Handballtorwart, der beim THW Kiel unter Vertrag steht.

## Karriere
Leon Nowottny begann 2014 beim AMTV Hamburg mit dem Handballspielen, bevor er 2019 zur Jugendabteilung des THW Kiel wechselte. Zur Saison 2024/25 erhielt er einen Profi-Vertrag bei den Kielern, spielte aber weiterhin auch mit der U-19-Mannschaft des THW in der A-Jugend-Bundesliga. Am 22. Dezember 2024 kam Nowottny beim 38:29-Heimsieg gegen die SG BBM Bietigheim zu seinem ersten Einsatz in der Bundesligamannschaft der „Zebras“.